# Marcus Stolzenberg
Marcus Stolzenberg (* 1. Oktober 1982) ist deutscher Fußballtorhüter.
Stolzenberg war in der Saison 2006/07 im Kader des Zweitligisten SpVgg Unterhaching. Er trug die Rückennummer 25.
Vor seinem Wechsel nach Unterhaching im Sommer 2002 spielte der Torhüter für die Berliner Vereine BFC Germania 1888, VfB Lichterfelde, Tennis Borussia Berlin, Blau-Weiß 90 Berlin und SC Charlottenburg.
Stolzenberg war in der Saison 2006/07 Ersatztorwart hinter Philipp Heerwagen, wobei er sich mit Stefan Riederer abwechselt. In der Saison 2003/04 bestritt er zwei Spiele in der 2. Bundesliga, er blieb in der Folgezeit jedoch ohne Einsatz in der ersten Mannschaft und spielte in der Bayernliga-Reserve. Nach dem Abstieg 2006/07 trennten sich die Wege von Unterhaching und Stolzenberg.
Anschließend war er ein halbes Jahr ohne Verein, ehe er nach Berlin zurückkehrte und sich dem SV Lichtenberg 47 anschloss. Nach einem halben Jahr beim BFC Preussen beendete er Ende 2010 seine Laufbahn im höherklassigen Fußball. Im Sommer 2015 schloss er sich dem FSV Eintracht Glindow in der Kreisliga Havelland an. Seit Sommer 2017 ist er Torhüter und Assistenztrainer beim SC Charlottenburg.